# Cristallochimie

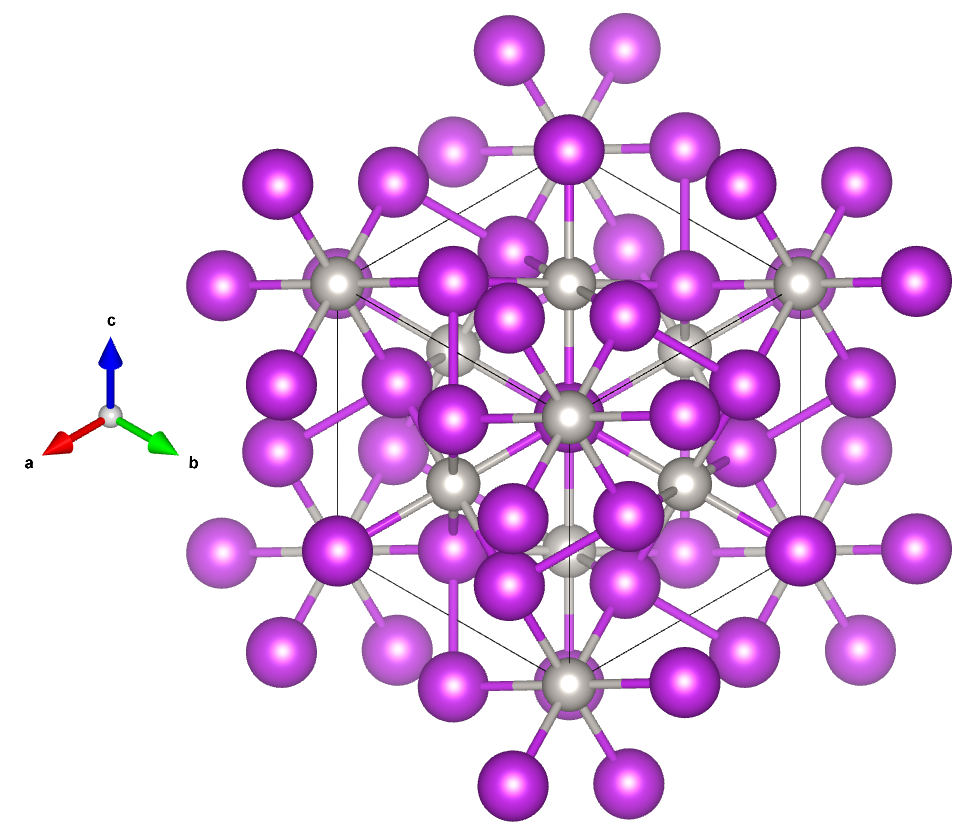
Structure de la cellule élémentaire de l'Insizwait (PtBi2)

La cristallochimie (du grec κρύσταλλος, soit « glace » et χημεία, soit « chimie ») est l'étude des relations entre composition chimique des matériaux cristallins et leurs structures, ainsi que leurs effets sur les propriétés physiques. Elle fait ainsi le lien entre la cristallographie, la chimie du solide et la physique de la matière condensée. Une branche voisine de la cristallochimie est la chimie des complexes.

## Historique
La cristallochimie fut développée à partir de la minéralogie et, plus tard, de la cristallographie. Au XIXe siècle, son développement fut poursuivi par l'invention du « goniomètre à réflexion » (William Hyde Wollaston, 1809), la découverte de l'isomorphisme et du polymorphisme (Eilhard Mitscherlich, 1819) ainsi que de la chiralité (Louis Pasteur, 1848).
Au début du XXe siècle, les premières expériences de diffraction de rayons X (Walter Friedrich, Paul Knipping et Max von Laue, 1912) constituèrent une étape importante pour l'analyse systématique des structures cristallines. De 1923 à 1926, Victor Goldschmidt, considéré comme l'un des fondateurs de la cristallochimie et de la géochimie, établit ses principes structuraux pour les composés simples. La règle principale de ces principes s'énonce ainsi : « la structure cristalline d'un matériau est causée par la taille et les propriétés de polarisation de ses composants ; ces composants étant des atomes (ou ions) et des groupes d'atomes. »

## Bases de la cristallochimie
Victor Goldschmidt et Fritz Laves posèrent les postulats de remplissage de l'espace pour une structure cristalline stable d'énergie réticulaire minimale (les atomes ou ions sont considérés géométriquement pour ces postulats comme des boules dures) :
- principe spatial : les atomes ou ions sont empilés de la façon la plus compacte possible ;
- principe de symétrie : le cristal possède la plus haute symétrie possible ;
- principe d'interaction : chaque atome ou ion est entouré par le plus de voisins possibles.

De plus, le rayon atomique ou ionique (qui peut varier en fonction du type de liaison) a une influence sur la structure. Par exemple, dans certains composés comme l'olivine (Mg,Fe)2[SiO4], la structure cristalline peut être décrite comme un empilement compact hexagonal d'atomes d'oxygène, les autres atomes plus petits occupant les sites octaédriques (atomes de magnésium et de fer) et les sites tétraédriques (atomes de silicium).
La nature des liaisons chimiques dans un cristal peut être homodesmique (un type de liaison prédominant) ou hétérodesmique (groupes d'atomes ou complexes stables et isolés, inclus dans une structure plus grande). La pyrite FeS2 est un exemple de composé hétérodesmique (liaison covalente entre les atomes de soufre, liaison ionique entre le soufre et le fer).
Les règles de Pauling s'appliquent aux cristaux ioniques, dans lesquels les liaisons ioniques prédominent.

## Méthodes expérimentales
Les méthodes expérimentales les plus importantes en cristallochimie sont la radiocristallographie (diffraction des rayons X, de neutrons, etc.) ainsi que les méthodes de la chimie analytique (comme la spectroscopie) et de la chimie physique (détermination des diagrammes de phase et transitions de phase).

## Classification de structures cristallines
La cristallochimie regroupe les composés minéralogiques en types structuraux, qui sont divisés suivant leur stœchiométrie et l'ordre de leur découverte. Cette classification repose sur celle du Strukturbericht développée par Carl Hermann et Paul Peter Ewald. L'ordre des découvertes est numéroté (1, 2, …) et la stœchiométrie est notée par une lettre :
- A : éléments (par exemple Au) ;
- B : composés de formule AB (NaCl ; CsCl ; ZnS wurtzite et blende) ;
- C : composés de formule AB2 (FeS2) ;
- D : composés de formule AnBm (Al2O3) ;
- E : plus de deux éléments sans formation de complexe (CaTiO3) ;
- F : avec un complexe contenant 2 ou 3 atomes (NaNO2) ;
- G : avec un complexe contenant 4 atomes (Na2CO3) ;
- H : avec un complexe contenant 5 atomes (Na2SO4) ;
- L : alliages (Amalgame) ;
- M : cristaux mixtes (NaCl/AgCl) ;
- S : silicates (Al2SiO5).

Par exemple, C4 est le type structural du rutile TiO2 et E2 celui de l'ilménite FeTiO3, qui peut être obtenu à partir du type structural de α-Al2O3 en substituant les couches d'aluminium de façon alternée par des couches de fer et des couches de titane.
Dans le cas des minéraux, les classifications utilisées sont la classification de Strunz et la classification de Dana.